# Enigma (film)
Enigma är en brittisk-amerikansk spionthriller från 2001 i regi av Michael Apted. Filmen är baserad på Robert Harris roman Enigma från 1995, som handlar om Enigma-kodknäckarna vid Bletchley Park under andra världskriget. I huvudrollerna ses Dougray Scott, Kate Winslet, Jeremy Northam och Saffron Burrows.

## Rollista i urval
- Dougray Scott – Tom Jericho
- Kate Winslet – Hester Wallace
- Saffron Burrows – Claire Romilly
- Jeremy Northam – Mr Wigram
- Nikolaj Coster-Waldau – Jozef 'Puck' Pukowski
- Tom Hollander – Guy Logie
- Donald Sumpter – Leveret
- Matthew Macfadyen – Cave
- Robert Pugh – Skynner
- Corin Redgrave – Amiral Trowbridge
- Nicholas Rowe – Villiers
- Edward Hardwicke – Heaviside